# Jean Amanrich
Jean Amanrich (Perpinyà, 11 de juny del 1893 - Saint-Cloud, 10 de febrer del 1963) va ser un oficial de marina rossellonès que acabà assolint la graduació de vicealmirall.

## Biografia
Després d'estudiar a Sorèsa (1901-1902), entrà a l'Armada el 1911, i al 5 d'octubre del 1914 obtingué el nomenament d'"enseigne de vaisseau" de 2a classe (alferes de navili). Destinat a la base naval de Toló, s'embarcà al torpediner Fanfare. Al 23 de desembre, en missió a l'estret dels Dardanels el foc enemic atenyé el canot auxiliar que ell portava i fou ferit; la seva brillant actuació li valgué la Creu de Guerra 1916-1919 i la sol·licitud del grau de cavaller de Legió d'Honor: a l'informe oficial, 
| « | A dirigé avec le plus grand sang-froid son embarcation lorsqu'elle a été assaillie presque à bout portant par une fusillade violente. A réussi à maintenir l'ordre lorsque trois hommes sont tombés sous les balles et a sauvé son embarcation par son sang-froid et sa présence d'esprit. | » |

 Posteriorment passà pels vaixells Richelieu i Mousqueton fins que el 1917 fou adscrit a la Direcció de Moviments del port de Brest, on romangué fins a la fi de la guerra. Després de servir breument al trenca-gels Olga, obtingué el grau de tinent de navili el 21 d'octubre del 1919 i entrà a l'Escola d'Aviació d'Istres. El 1920 fou destinat al "Centre d'Aviation Maritime" de l'Estany de Bèrra i posteriorment al centre d'entrenament de Sant Rafèu (el 1920 hi formava part del gup de pilots de caça, que passà a comandar el setembre de l'any següent). En crear-se l'1 d'agost del 1922 la primera esquadra de caça de la marina francesa, la C10, el tinent Amanrich n'esdevingué oficialment el primer cap, fins al 30 d'octubre del 1924. Estigué al centre aeronàutic de Saint Cyr el 1924, i el 1925 era cap del servei de viatges de la marina quan s'estavellà amb el seu hidroavió al Sena i es trencà una cama. S'embarcà novament el 1927 al creuer Jules Michelet, navegant per l'Extrem Orient. Rebé el grau de capità de corbeta el juliol del 1929, i fins al 1933 romangué a llocs de comandament a l'aeronàutica naval a Orly, Berra (on comandava la secció d'entrenament dels hidroavions ràpids 1930-1931) i a la base naval de Karouba (el 1933 adjunt aeronàutic de la IVa regió marítima, Bizerta). Ascendit a capità de fragata l'1 de juliol del 1933, el 1934 estava encara destinat a Karouba; del 1935 al 1937 portà l'avís colonial Dumont d'Urville fins que va ser enviat a Toló, per fer-se càrrec l'1 d'abril del 1938 de l'esquadra volant de l'Atlàntic (amb base a Brest). Ascendí a capità de navili el gener del 1940, i entre 1940 i 1941 fou comandant del creuer Algérie. A l'any següent passà a fer-se càrrec de la força aèria de la marina del nord d'Àfrica, amb seu a Alger, i al novembre del 1942 va ser promogut a contra-almirall. El 1943 esdevingué membre de la inspecció general de l'aeronàutica naval. Entre el juny del 1944 i l'octubre del 1945 comandà la marina a l'Algèria, aleshores francesa, i participà en la repressió de la revolta del maig-juny del 1945 (que deixà diversos centenars de víctimes civils, per bé que l'Armada hi tingué una repercussió limitada). De l'Àfrica va ser traslladat a Alemanya, on al novembre del 1945 exercia d'ajunt al general comandant en cap francès. Rebé el grau de vice-almirall el juny del 1946 i comandà la marina a Madagascar. Es llicencià del servei actiu el 1949, i passà al retir definitiu l'1 de gener del 1953.
Acompanyava el prestigiós comandant Teste en el vol del 13 de juny del 1925 que acabà tràgicament per al gran impulsor de l'aviació naval; i el 1935 fou distingit per l'Aéro-Club de France per un vol Bizerta-Timbuctú-Bizerta. Publicà llibres i articles de tema nàutic. Entre les seves distincions es compta la Creu de Guerra 1916-1919, tres citacions (Primera i Segona Guerres Mundials, i Teatre d'Operacions Exteriors) i el títol de comandant de la Legió d'Honor (atorgat el 19 de novembre del 1945).

## Obres
- Douhet ha caducado, article a Ejército 131 (1950), p. 64-65 (traducció de l'article original a la Revue Maritime octubre 1950)
- Diego-Suarez, base stratégique, article a Revue Défense Nationale 6 (Juin 1950), p. 662-674
- Essai historique sur l'Aéronautique navale (1910-1946) 1946
- Deux avatars d'un amiral Paris: La Maison du Livre français, 1949
- L'Enffritement d'un Empire Paris: L. Rodstein, 1950
- Une Francaise, Maryse Bastié Paris: Baudinière, 1953
- Brefs combats Paris: Baudinière, s.d. (1960?)